# Stuha

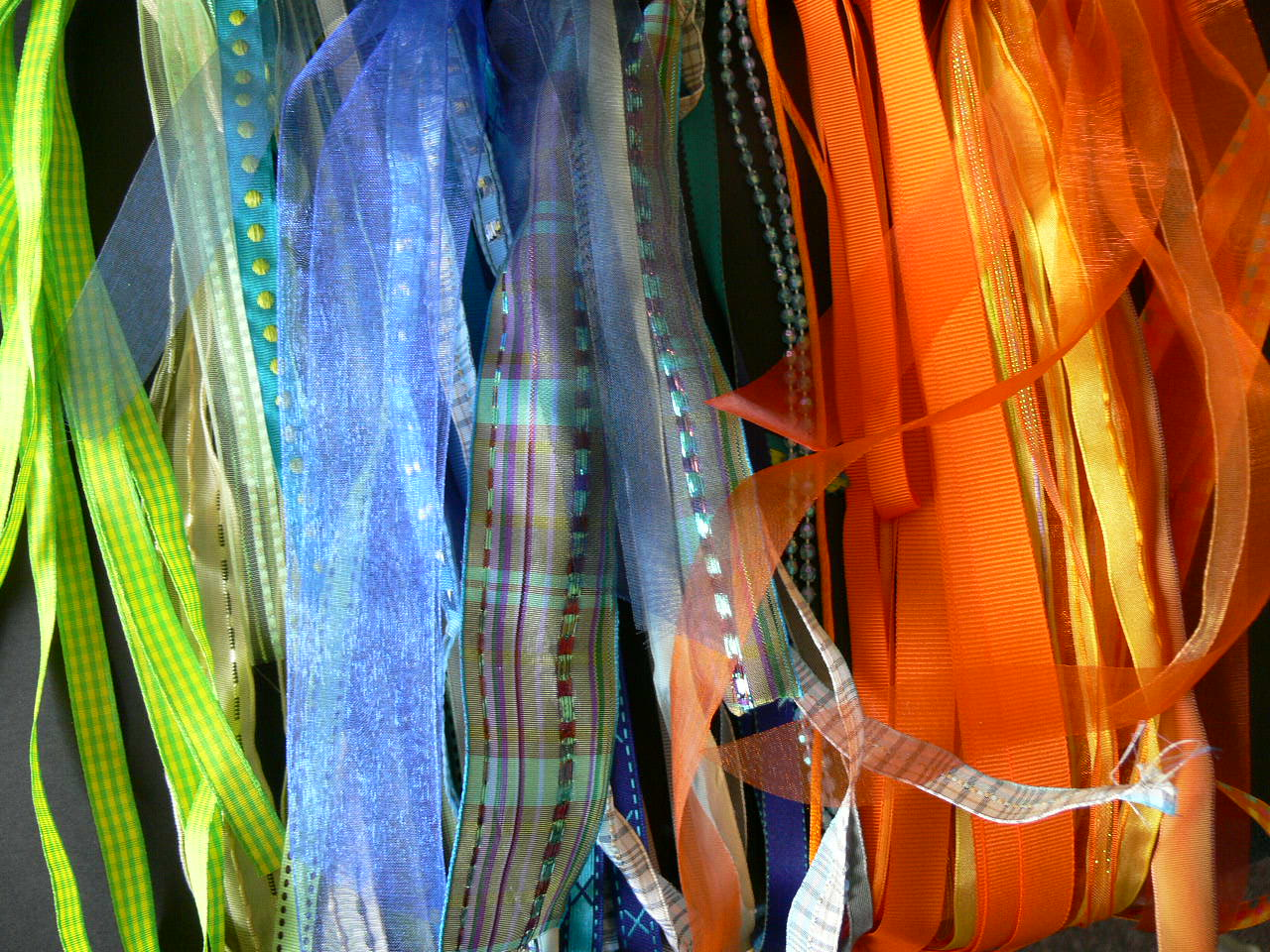
Pestrý sortiment stuh

Stuha či stužka je úzká plošná textilie s pevnými kraji.

## Definice stuhy
Z definicí v české odborné literatuře  se dá odvodit, že se označení stuha dá použít pro téměř všechny plošné textilie v šířce do cca 50 cm s výjimkou prýmků. Prýmek  se v definici liší od stuhy jen tím, že se nevyrábí na tkacích strojích.
Do jiných jazyků se pojem stuha nedá přímo překládat, protože se tam nepoužívá jako souhrnné označení. Např. v angličtině může stuha znamenat tape, ribbon, belt nebo v němčině Band, Litze, Gurt apod.

## Historie
Doba a místo původu stuh nejsou známé. Historikové se shodují na tom, že první stuhy byly zhotoveny na obdélníkovém rámu látacími stehy.  V Africe (na hranicích Nigérie a Kamerunu) se pravděpodobně tkaly stuhy na stavech "ground loom" nebo "raphia loom" už v 9. století n. l. První zmínky o řemeslné výrobě stuh v Evropě pochází z 11. století ve francouzském St.Etienne.
Úzké tkaniny se běžně vyráběly jako jeden pruh na užším ručním stavu asi do poloviny 17. století.
Literatura z té doby se zmiňuje o tkalcovském stavu z Gdaňska, kde měl být v roce 1579 v provozu stroj, na kterém se tkalo 6 stuh vedle sebe (odpůrci však prosadili zákaz jeho použití). Za nejstarší vynález, který se rozšířil z nizozemského Leydenu do celého tehdejšího světa, se považuje stroj Williama Dircxze z roku 1604 ke tkaní 12 pruhů vedle sebe. V polovině 19. století bylo např. v okolí Manchsteru registrováno 545 strojů na úzké zboží (včetně galonových stávků) většinou na výrobu obrub a krajek.
Ve 20. století byly vynalezeny techniky strojní výroby speciálních druhů stuh:
V roce 1900 stuhy s žakárovým vzorováním, 1918 výroba zipů, 1956 suchý zip, 1963 jehlový stuhařský stroj.
V 70. letech 20. století se jen v bývalé NDR zabývalo výrobou asi 3500 ročních tun úzkých textilií 6000 pracovníků na 3600 tkacích strojích (v českých zemích byl rozsah výroby asi poloviční).
Na území ČR je průmyslová výroba stuh známá od první poloviny 19. století. Na začátku 21. století zde zbylo po značném snížení kapacit asi 4-5 výrobců, kteří zaměstnávali (především na Šluknovsku a v Krnově) cca 500 lidí. 
Údaje o vyráběném množství stuh nejsou zveřejňovány ani v českém ani ve světovém měřítku.
Stuhové tkací stroje se podílely na celkovém výnosu z prodeje textilních strojů ve světě např. v roce 2005 se 400 miliony USD cca 2 %. 

## Výroba

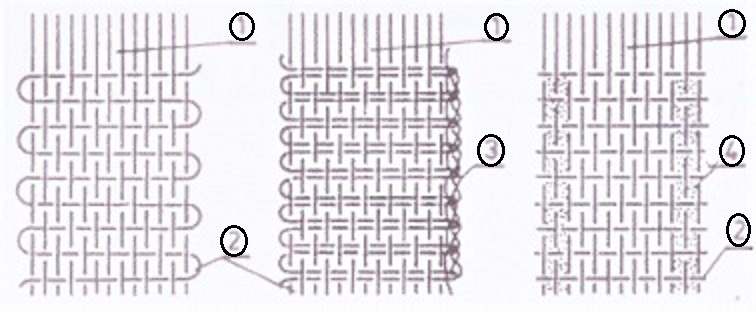
Struktura tkaných stuh

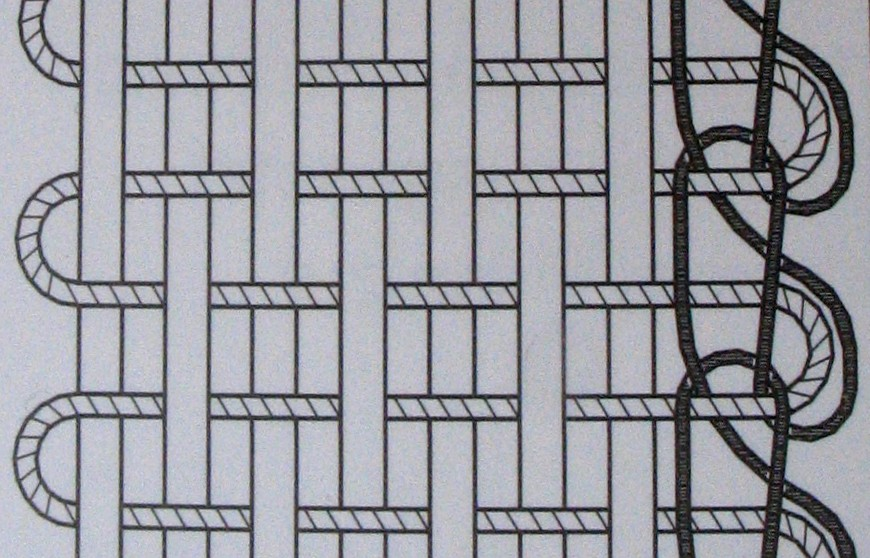
Vazba kraje stuhy na jehlovém stroji

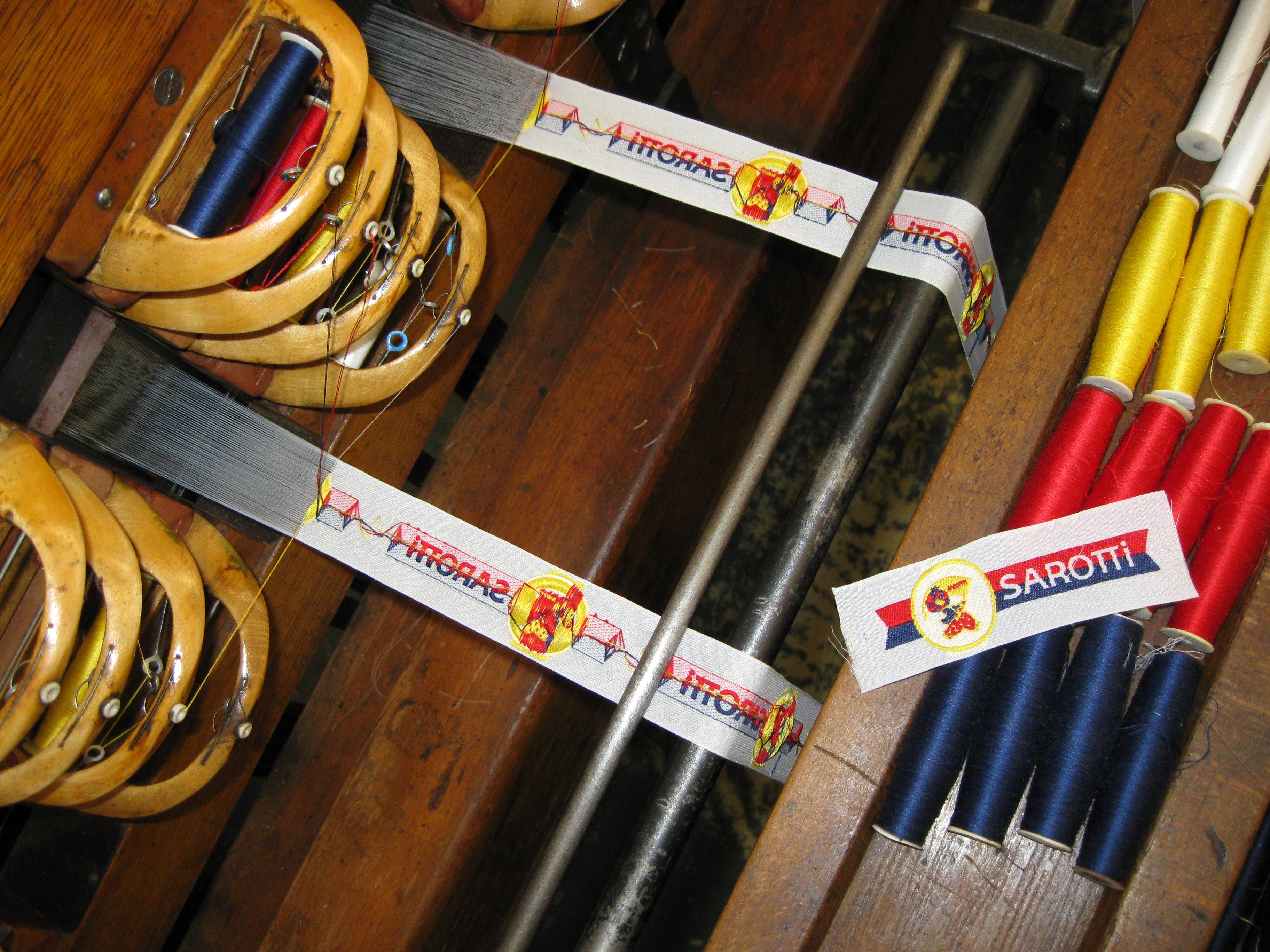
Výroba stuh na stroji se čtyřmi člunky nad sebou

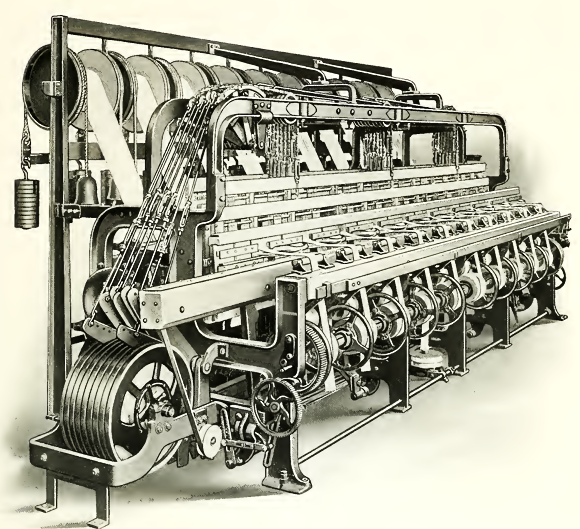
Člunkový stuhový stroj (USA 1919)

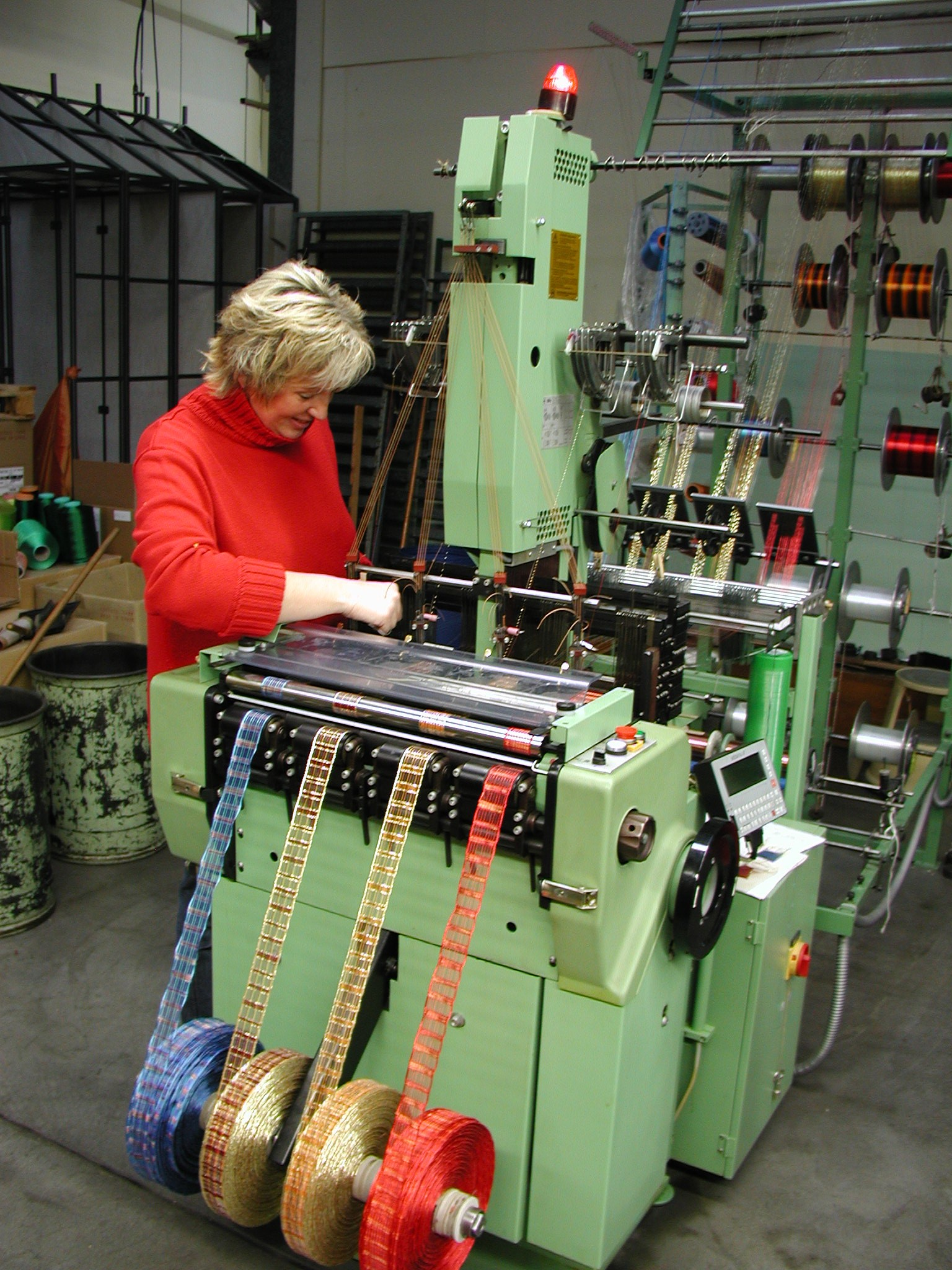
Jehlový tkací stroj (2007)

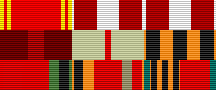
Vyznamenání hrdiny Sovětského svazu

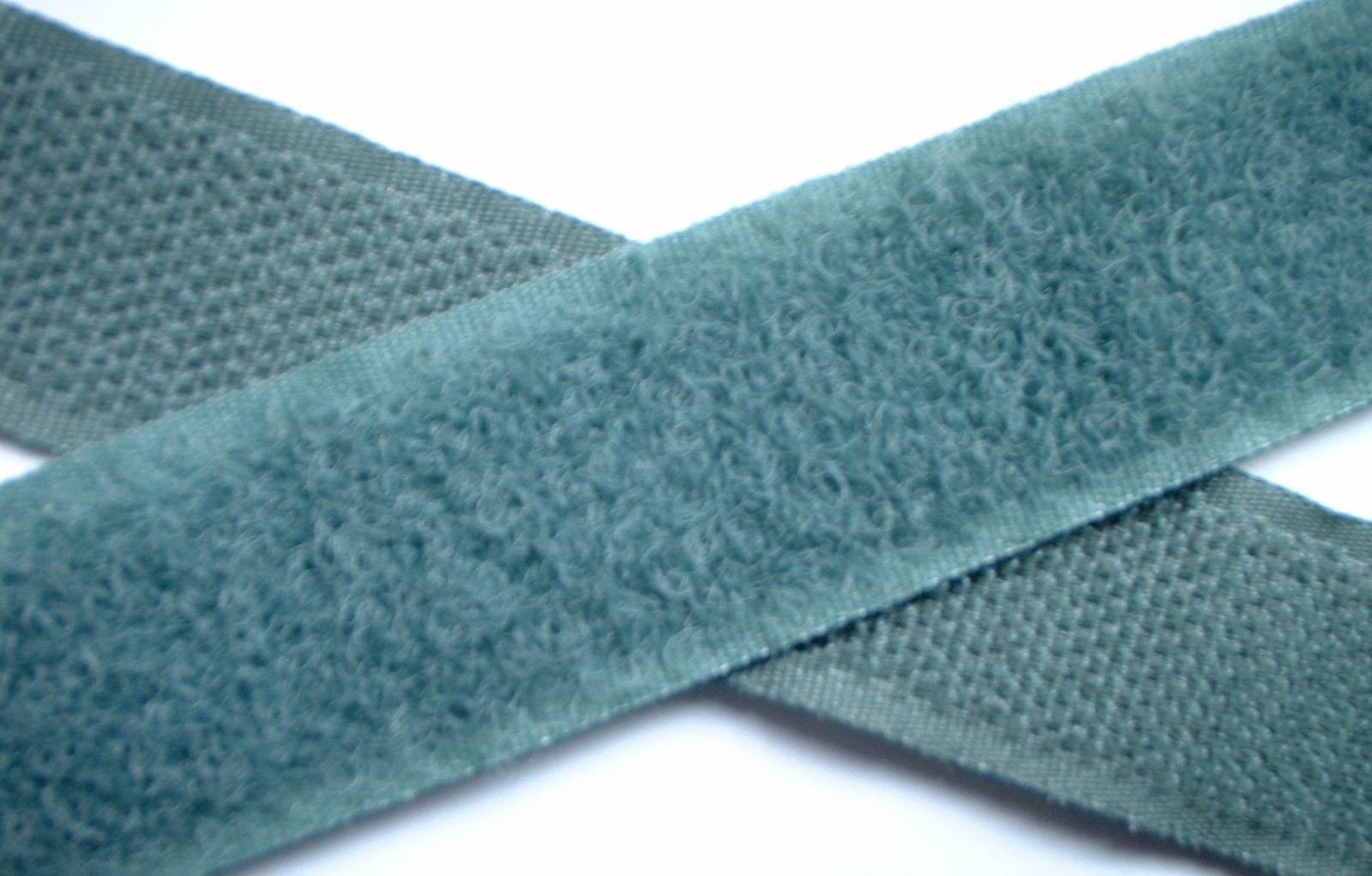
Suchý zip

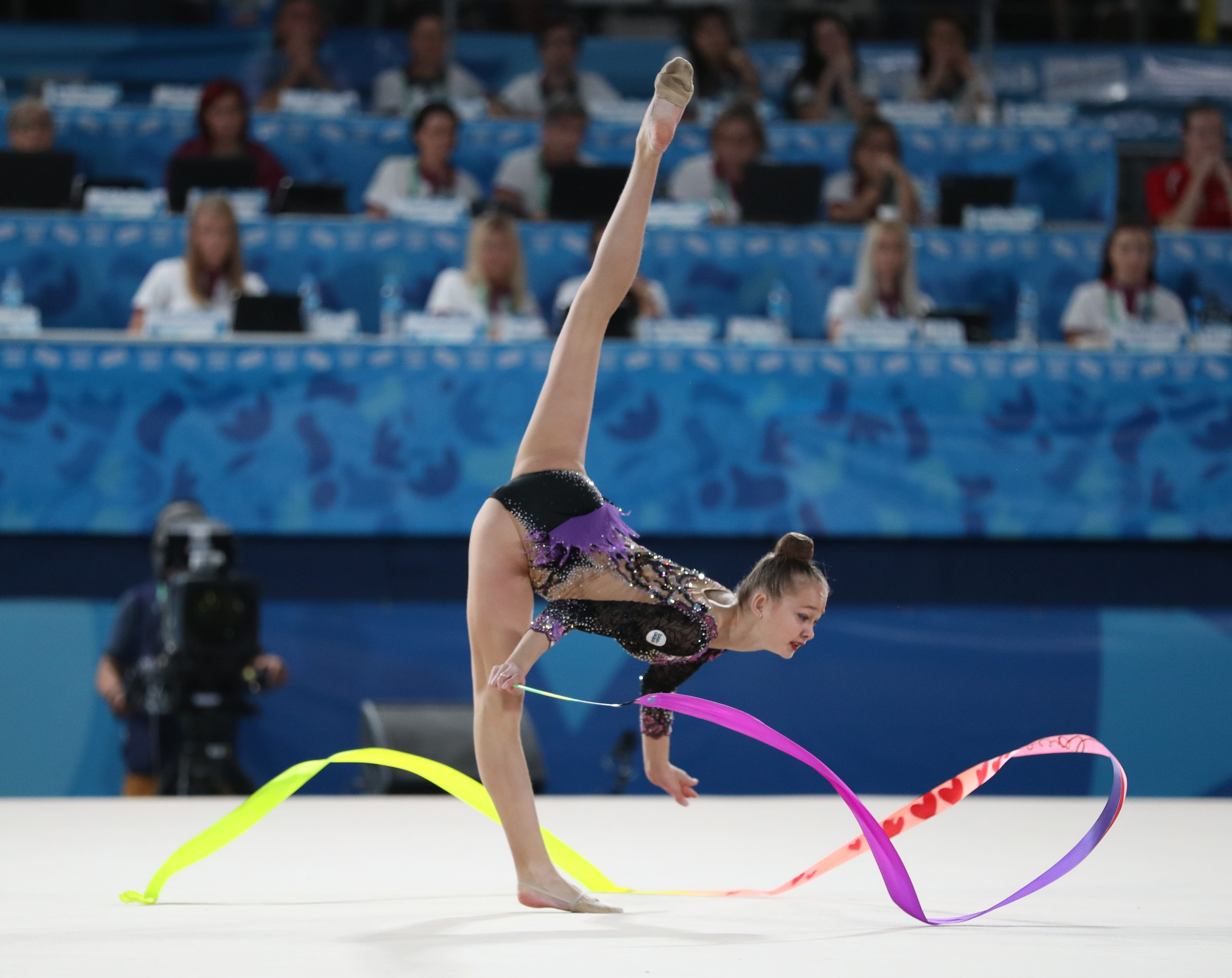
Moderní gymnastika – cvičení se stuhou

Naprostá většina stuh se vyrábí tkaním, menší množství pletením, splétáním nebo lepením.
Nejčastěji se zpracovávají příze z nekonečných vláken, z bavlny a z přírodního hedvábí. Pro technické účely se používají také příze ze skleněných a uhlíkových vláken, příp. i směsi filamentů s dráty.
Asi čtvrtina stuh se vyrábí s příměsí elastomerů, k některým účelům se stále ještě používají i příze z přírodního kaučuku.

### Tkané stuhy
Tkané stuhy se vyrábí na člunkových nebo jehlových stavech a také ručně.

#### Struktura tkaných stuh
Na nákresu vpravo je schematicky znázorněna plátnová vazba stuhy: z člunkového stavu (vlevo), z jehlového stavu (uprostřed) a vyříznuté ze široké tkaniny (vpravo)
(1 – osnovní niti, 2 – útek, 3 – řetízek ze záchytné niti, 4 – stuha vyříznutá ze široké tkaniny)

### Výroba na člunkových strojích
Ploché stuhy se tkají většinou s jedním člunkem při max. 300 prohozech/min. a v extrémní hustotě až 220 útků/cm. Stroje s žakárovým ústrojím mohou však mít i osm soustav k zanášení útku (na snímku vpravo je část takového stroje z konce 20. století). Na jednom stroji se vyrábí 1-6 (i více) stuh v šíři 0,5 až cca 30 cm vedle sebe. Kraje tkaniny se musí u většiny výrobků zpevňovat tzv. dutou vazbou.
Na výrobu dutinných (hadicovitých) stuh se používají stroje se dvěma osnovami a dvěma systémy zanášení útku nad sebou. Útky jsou zanášeny střídavě do horní a dolní osnovy, a tak vzniká bezešvá hadice.
Větší část nových konstrukcí je určena pro výrobu technických stuh (filtry, cévní chirurgie, stuhy ve tvaru Y apod.), jako možné použití se uvádějí také 3D tkaniny. 

### Výroba na jehlových strojích
Jehlové stroje se uplatnily v širším měřítku teprve od 70. let 20. století. Útek se zanáší do osnovy jednou nebo dvěma jehlami rychlostí asi do 1300 prohozů/min., kraje stuhy se zpevňují zpravidla po jedné straně vzájemným propletením dvou útků mezi sebou nebo s vaznou nití za pomoci jazýčkové jehly. Stroje jsou často úzce specializované pro určitý druh stuh (elastické stuhy, těžké popruhy, suché zipy atd.). |
Stuhy se tkají ve všech základních vazbách, podle kterých často nazývají i v obchodním styku (plátnovka, keprovka atd.).

### Ručně tkané stuhy
se zhotovují třemi známými technikami:
S pomocí hřebene (paprsku), tkaním na karetkách a tzv. šikmou vazbou. 

### Řezané stuhy
Laciné stuhy a štítky se také zhotovují řezáním široké tkaniny ze syntetických materiálů (ve směru osnovy) na pruhy. Během řezání se nataví útkové niti a tím se zabrání párání krajů pruhu.
Stroje s jehlovým prohozem útku dosahují výkonu do 1000 m/min, stroje s pneumatickým prohozem až 1140 m/min 

### Pletené stuhy
se vyrábí na osnovních stávcích,  na zátažných strojích  nebo i "háčkují"
na galonových stávcích. 

### Splétané stuhy
se dají vyrábět na jemných splétacích strojích. 

### Lepené stuhy
Lepením nití na pevný podklad a rozdělením na pásky se dají rovněž zhotovovat levné stuhy.

## Druhy výrobků

### podle vzhledu
- paspulky – stuhy se zesíleným okrajem (někdy s výplnkovou nití)
- lámové stuhy – s obsahem pokovovaných nití nebo pásků zvaných lamé
- piketky – se zoubkováním krajů vytvořených jemnými smyčkami
- sametky – se sametovým povrchem na lícní straně
- dutinné stuhy – hadicovitý tvar
- pruženky – stuhy s obsahem elastanů

### podle použití
- pro oděvní a obuvnické účely – zdrhovadla, lemovky, pasovky, ramínkovky, poutkovky, chránidlovky, zdobící stuhy
- jako doplňky k bytovým textiliím – kobercovky, záclonovky,
- stuhy k technickým a zdravotním účelům – např. tzv. suché zipy, knoty, filtry, obinadla, izolace a těsnění
- popruhy se někdy rovněž pokládají za stuhové zboží